# 칼라르알토 천문대

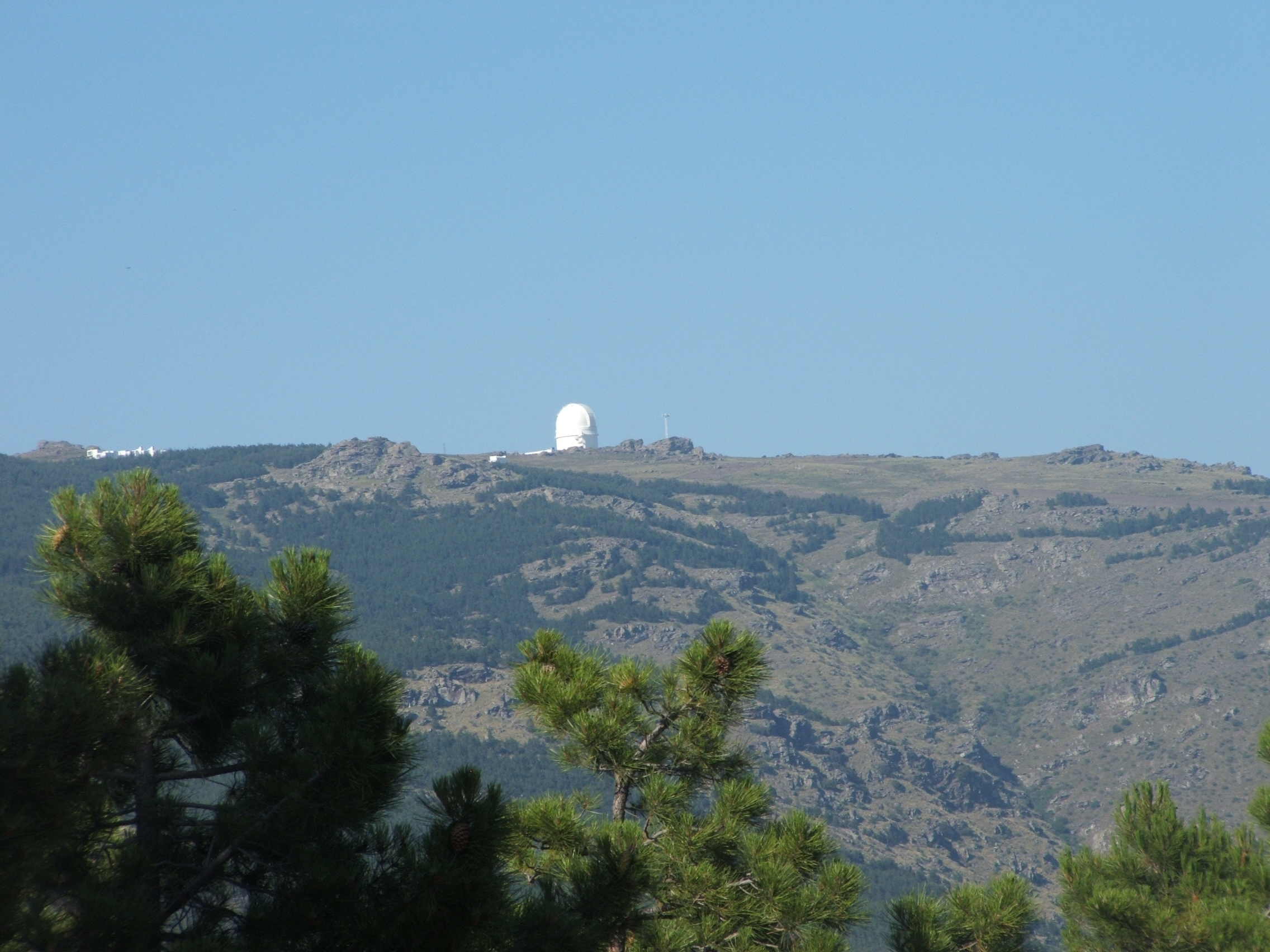
칼라르알토 천문대

칼라르알토 천문대는 스페인에 위치한 천문대이다.

## 설명
칼라르알토 천문대(Centro Astronomico Hispano en Andalucía 또는 "스페인 안달루시아 천문 센터")는 스페인의 알메리아주 칼라르알토봉에 위치한 천문대로 시에라 네바다의 시에라 데 로스 필라브르 아역에 위치해 있다. 높이는 2,168미터(7,113피트)이다. 2018년까지 칼라르알토는 하이델베르크에 있는 독일의 막스 플랑크 천문연구소와 그라나다에 있는 안달루시아 스페인 천체물리학 연구소(IAA-CSIC)가 공동으로 소유하고 운영했다. 그곳은 "독일-스페인 천문 센터"로 정식 명명되었다.(스페인어로는 센트로 천문 센터(Centro Astronomico Hispano-Aleman, 독일어로는 Deutsch-Spanishes 천문 센터 Zentrum) 2019년에 안달루시아 공의회는 독일 파트너를 인수하여 본부 기관인 IAA-CSIC를 통해 스페인 국립연구위원회와 천문대를 공유한다. 칼라르알토 망원경은 태양계의 천체부터 우주론(알함브라 및 캘리포니아 조사), 외계 행성 탐사(카르메네스 조사)에 이르기까지 다양한 관측에 사용된다. 3.5미터 망원경은 유럽 본토에서 4미터 동부 아나톨리아 천문대 망원경에 이어 두 번째로 큰 망원경이지만 스페인 라 팔마 섬의 로크 데 로스 무차초스 천문대에는 세 개의 더 큰 망원경이 있다. 2003년에 펠릭스 호르무트가 스타켄부르크 천문대에서 발견한 소행성 18920 칼라르알토는 천문대 부지를 기리기 위해 명명되었다.
칼라르알토 천문대는 1970년에 제안되었으며 1975년 7월에 1.23미터(48인치) 망원경의 가동으로 공식적으로 개장되었다. 그 사이트는 독일과 스페인의 천문학 협력 덕분에 개발되었다. 이후 네 대의 망원경이 추가로 의뢰되었다. 슈미트 망원경은 1976년 베르게도르프의 함부르크 천문대에서 칼라르알토로 옮겨졌으며 1954년에 완공되었다. 천문대는 2017년에 부엘타 아 에스파냐 사이클링 레이스의 스테이지 11을 개최했으며(스테이지 우승은 미겔 앙헬 로페스가 차지했다.) 2004년(최종 레이스 챔피언 로베르토 헤라스가 우승)과 2006년(이고르 안톤이 우승)에 스테이지 피니시를 개최한 바 있다. 칼라르알토는 부엘타 9단계(2021년 8월)에 올랐다. 현장에는 4개의 주요 망원경이 있다. 3.5미터(138인치) 망원경, 2.2미터(87인치) 망원경, 1.23미터(48인치) 망원경, 그리고 80센티미터(31인치) 슈미트 반사경이다. 3.5미터의 망원경은 적도에 위치한 유럽 대륙에서 가장 큰 망원경이다. 스페인 국립 천문대가 소유하고 운영하는 1.52m(60인치) 망원경과 스페인 우주생물학 센터(CAB)가 운영하는 로봇 망원경도 있다.